# أكاديمية أفلاطونية
تأسست الأكاديمية (باليونانية القديمة: Ἀκαδημία) من قبل أفلاطون (428/427 قبل الميلاد - 348/347 قبل الميلاد) سنة 387 قبل الميلاد في أثينا. درس أرسطو (384-322 قبل الميلاد) هناك لمدة عشرين سنة (367-347 قبل الميلاد) قبل تأسيس مدرسته الخاصة، الليقيون. استمرت الأكاديمية طوال العصر الهلنستي كمدرسة متشككة، حتى وصلت إلى نهايتها بعد وفاة فيلو لاريسا في 83 قبل الميلاد. تم تدمير الأكاديمية الأفلاطونية على الأرجح من قبل الدكتاتور الروماني سولا في 86 قبل الميلاد. بعد عدة قرون في عام 410 م تم تأسيس أكاديمية "أحيت"، والتي لم تكن لها أي استمرارية مؤسسية مع مدرسة أفلاطون، كمركز للأفلاطونية الحديثة والتصوف، حتى عام 529 م عندما أغلقت في نهاية المطاف من قبل جستينيان الأول. مدارس أخرى في القسطنطينية وأنطاكية والإسكندرية، التي كانت مراكز إمبراطورية جستينيان.

## وصلات خارجية
- "Academy" . Collier's New Encyclopedia. 1921. {{استشهاد بموسوعة}}: يحتوي الاستشهاد على وسيط غير معروف وفارغs: |HIDE_PARAMETER4=، |HIDE_PARAMETER2=، |HIDE_PARAMETER8=، |HIDE_PARAMETER5=، |HIDE_PARAMETER7=، |HIDE_PARAMETER10=، |HIDE_PARAMETER6=، |HIDE_PARAMETER9=، |HIDE_PARAMETER1=، و|HIDE_PARAMETER3= (مساعدة)
- The Academy, entry in the موسوعة الإنترنت للفلسفة
- Directions to the archaeological site of Plato's Academy, other useful information, and some photos